# Marele Premiu de la São Paulo din 2024
Marele Premiu de la São Paulo din 2024 (cunoscut oficial ca Formula 1 Lenovo Grande Prêmio de São Paulo 2024) a fost o cursă auto de Formula 1 ce s-a desfășurat pe 3 noiembrie 2024 pe Autódromo José Carlos Pace din São Paulo, Brazilia. Cursa a fost cea de-a douăzeci și una etapă a Campionatului Mondial de Formula 1 FIA din 2024 și al cincilea weekend de Mare Premiu al sezonului care utilizează formatul sprint.
Oscar Piastri de la McLaren a obținut pole position-ul pentru cursa de sprint, apoi a cedat poziția de lider coechipierului său Lando Norris în ultimele tururi ale cursei de sprint. Norris a câștigat prima sa cursă sprint în fața lui Piastri și Charles Leclerc de la Ferrari. Max Verstappen de la Red Bull Racing a terminat inițial pe locul trei, dar a fost ulterior penalizat pentru o încălcare tehnică în timpul mașinii virtuale de siguranță, terminând pe locul patru. Norris a obținut apoi pole position-ul pentru cursa principală într-o sesiune de calificări întreruptă de cinci steaguri roșii, în fața lui George Russell de la Mercedes și Yuki Tsunoda de la RB, care s-a calificat pe locul al treilea, cea mai bună clasare din carieră.
Cursa pe vreme de ploaie a fost câștigată de Max Verstappen de la Red Bull Racing, care s-a calificat pe locul 12, dar a plecat de pe 17 după ce a primit o penalizare de cinci locuri pe grila de start pentru depășirea alocării de componente pentru unitatea de putere, obținând prima victorie, atât pentru el cât și pentru Red Bull, de la Marele Premiu al Spaniei. Podiumul a fost completat de Esteban Ocon și Pierre Gasly de la Alpine, cei doi reușind prima dublă clasare pe podium a echipei din Enstone de la Marele Premiu al Coreei din 2013 cu Kimi Räikkönen și Romain Grosjean. De asemenea, a fost pentru prima dată de la Marele Premiu al Japoniei din 2005 când un pilot a câștigat pornind de pe locul 17 - sau mai jos - pe grila de start.

## Context
Pilotul de rezervă Oliver Bearman l-a înlocuit pe Kevin Magnussen la Haas pentru antrenamentele libere și sesiunile de sprint, deoarece Magnussen nu se simțea bine. Acest lucru a fost ulterior extins la restul weekendului în urma calificărilor sprint. Alexander Albon de la Williams nu a luat parte la cursă deoarece mașina sa nu a fost reparată la timp în urma unui accident puternic suferit în timpul calificărilor.
Furnizorul de anvelope Pirelli a adus compușii de anvelope C3, C4 și C5 (denumiți duri, medii și, respectiv, moi) pentru ca echipele să le folosească la eveniment.

## Sprint

### Calificările pentru sprint
Calificările pentru cursa sprint au avut loc vineri, 1 noiembrie 2024, cu începere de la ora locală 15:30 UTC-3, 20:30 EET.
| Poz.                  | Nr. | Pilot            | Constructor                  | Timpi calificări | Timpi calificări | Timpi calificări | Grila sprint |
| Poz.                  | Nr. | Pilot            | Constructor                  | SQ1              | SQ2              | SQ3              | Grila sprint |
| --------------------- | --- | ---------------- | ---------------------------- | ---------------- | ---------------- | ---------------- | ------------ |
| 1                     | 81  | Oscar Piastri    | McLaren-Mercedes             | 1:10,265         | 1:09,239         | 1:08,899         | 1            |
| 2                     | 4   | Lando Norris     | McLaren-Mercedes             | 1:09,477         | 1:09,063         | 1:08,928         | 2            |
| 3                     | 16  | Charles Leclerc  | Ferrari                      | 1:10,388         | 1:09,248         | 1:09,153         | 3            |
| 4                     | 1   | Max Verstappen   | Red Bull Racing-Honda RBPT   | 1:10,409         | 1:09,489         | 1:09,219         | 4            |
| 5                     | 55  | Carlos Sainz Jr. | Ferrari                      | 1:10,503         | 1:09,500         | 1:09,257         | 5            |
| 6                     | 63  | George Russell   | Mercedes                     | 1:10,479         | 1:09,683         | 1:09,443         | 6            |
| 7                     | 10  | Pierre Gasly     | Alpine-Renault               | 1:10,630         | 1:09,610         | 1:09,622         | 7            |
| 8                     | 30  | Liam Lawson      | RB-Honda RBPT                | 1:10,576         | 1:09,827         | 1:09,941         | 8            |
| 9                     | 23  | Alexander Albon  | Williams-Mercedes            | 1:10,366         | 1:09,844         | 1:10,078         | 9            |
| 10                    | 50  | Oliver Bearman   | Haas-Ferrari                 | 1:10,442         | 1:09,629         | Fără timp        | 10           |
| 11                    | 44  | Lewis Hamilton   | Mercedes                     | 1:10,625         | 1:09,941         | N/A              | 11           |
| 12                    | 27  | Nico Hülkenberg  | Haas-Ferrari                 | 1:10,466         | 1:09,964         | N/A              | 12           |
| 13                    | 11  | Sergio Pérez     | Red Bull Racing-Honda RBPT   | 1:10,392         | 1:10,024         | N/A              | 13           |
| 14                    | 43  | Franco Colapinto | Williams-Mercedes            | 1:10,470         | 1:10,275         | N/A              | 14           |
| 15                    | 77  | Valtteri Bottas  | Kick Sauber-Ferrari          | 1:10,861         | 1:10,595         | N/A              | 15           |
| 16                    | 14  | Fernando Alonso  | Aston Martin Aramco-Mercedes | 1:10,978         | N/A              | N/A              | LB           |
| 17                    | 31  | Esteban Ocon     | Alpine-Renault               | 1:11,052         | N/A              | N/A              | 16           |
| 18                    | 22  | Yuki Tsunoda     | RB-Honda RBPT                | 1:11,121         | N/A              | N/A              | 17           |
| 19                    | 18  | Lance Stroll     | Aston Martin Aramco-Mercedes | 1:11:280         | N/A              | N/A              | LB           |
| 20                    | 24  | Zhou Guanyu      | Kick Sauber-Ferrari          | 1:12,978         | N/A              | N/A              | LB           |
| Regula 107%: 1:14,340 |     |                  |                              |                  |                  |                  |              |
| Sursa:                |     |                  |                              |                  |                  |                  |              |

Note
- ^1 – Fernando Alonso, Lance Stroll și Zhou Guanyu s-au calificat pe locurile 16, 19 și, respectiv, 20, dar au fost nevoiți să înceapă sprintul de la boxe deoarece mașinile lor au fost modificate în condiții de parc fermé.[8]

### Cursa sprint
Sprintul s-a desfășurat sâmbătă, 2 noiembrie 2024, având startul la ora locală 11:00 UTC-3, 16:00 EET, cu distanța de 24 de tururi.
| Poz.                                                                               | Nr. | Pilot            | Constructor                  | Tururi | Timp/Abandon | Grilă | Puncte |
| ---------------------------------------------------------------------------------- | --- | ---------------- | ---------------------------- | ------ | ------------ | ----- | ------ |
| 1                                                                                  | 4   | Lando Norris     | McLaren-Mercedes             | 24     | 29:46,045    | 2     | 8      |
| 2                                                                                  | 81  | Oscar Piastri    | McLaren-Mercedes             | 24     | +0,593       | 1     | 7      |
| 3                                                                                  | 16  | Charles Leclerc  | Ferrari                      | 24     | +5,656       | 3     | 6      |
| 4                                                                                  | 1   | Max Verstappen   | Red Bull Racing-Honda RBPT   | 24     | +6,497       | 4     | 5      |
| 5                                                                                  | 55  | Carlos Sainz Jr. | Ferrari                      | 24     | +7,224       | 5     | 4      |
| 6                                                                                  | 63  | George Russell   | Mercedes                     | 24     | +12,475      | 6     | 3      |
| 7                                                                                  | 10  | Pierre Gasly     | Alpine-Renault               | 24     | +18,161      | 7     | 2      |
| 8                                                                                  | 11  | Sergio Pérez     | Red Bull Racing-Honda RBPT   | 24     | +18,717      | 13    | 1      |
| 9                                                                                  | 30  | Liam Lawson      | RB-Honda RBPT                | 24     | +20,773      | 8     |        |
| 10                                                                                 | 23  | Alexander Albon  | Williams-Mercedes            | 24     | +24,606      | 9     |        |
| 11                                                                                 | 44  | Lewis Hamilton   | Mercedes                     | 24     | +29,764      | 11    |        |
| 12                                                                                 | 43  | Franco Colapinto | Williams-Mercedes            | 24     | +33,233      | 14    |        |
| 13                                                                                 | 31  | Esteban Ocon     | Alpine-Renault               | 24     | +34,128      | 16    |        |
| 14                                                                                 | 50  | Oliver Bearman   | Haas-Ferrari                 | 24     | +35,507      | 10    |        |
| 15                                                                                 | 22  | Yuki Tsunoda     | RB-Honda RBPT                | 24     | +41,374      | 17    |        |
| 16                                                                                 | 77  | Valtteri Bottas  | Kick Sauber-Ferrari          | 24     | +43,231      | 15    |        |
| 17                                                                                 | 24  | Zhou Guanyu      | Kick Sauber-Ferrari          | 24     | +54,139      | LB    |        |
| 18                                                                                 | 14  | Fernando Alonso  | Aston Martin Aramco-Mercedes | 24     | +56,537      | LB    |        |
| 19                                                                                 | 18  | Lance Stroll     | Aston Martin Aramco-Mercedes | 24     | +57,983      | LB    |        |
| Ab                                                                                 | 27  | Nico Hülkenberg  | Haas-Ferrari                 | 19     | Gearbox      | 12    |        |
| Cel mai rapid tur: Sergio Pérez (Red Bull Racing-Honda RBPT) – 1:11,678 (turul 24) |     |                  |                              |        |              |       |        |
| Sursa:                                                                             |     |                  |                              |        |              |       |        |

Note
- ^1 – Max Verstappen a terminat al treilea pe circuit, dar a primit o penalizare de timp de cinci secunde după încheierea sprintului pentru o încălcare tehnică a mașinii virtuale de siguranță.[9]

## Marele Premiu

### Calificări
Calificările pentru Marele Premiu urmau să aibă loc pe 2 noiembrie 2024, la ora locală 15:00 UTC-3, 20:00 EET, dar au fost amânate pentru a doua zi, începând cu ora locală 07:30 UTC-3, 12:30 EET, din cauza condițiilor meteorologice nefavorabile.
| Poz.                  | Nr. | Pilot            | Constructor                  | Timpi calificări | Timpi calificări | Timpi calificări | Grila finală |
| Poz.                  | Nr. | Pilot            | Constructor                  | Q1               | Q2               | Q3               | Grila finală |
| --------------------- | --- | ---------------- | ---------------------------- | ---------------- | ---------------- | ---------------- | ------------ |
| 1                     | 4   | Lando Norris     | McLaren-Mercedes             | 1:30,944         | 1:24,844         | 1:23,405         | 1            |
| 2                     | 63  | George Russell   | Mercedes                     | 1:29,121         | 1:26,307         | 1:23,578         | 2            |
| 3                     | 22  | Yuki Tsunoda     | RB-Honda RBPT                | 1:29,172         | 1:26,464         | 1:24,111         | 3            |
| 4                     | 31  | Esteban Ocon     | Alpine-Renault               | 1:29,171         | 1:26,206         | 1:24,475         | 4            |
| 5                     | 30  | Liam Lawson      | RB-Honda RBPT                | 1:30,758         | 1:25,654         | 1:24,484         | 5            |
| 6                     | 16  | Charles Leclerc  | Ferrari                      | 1:29,839         | 1:26,097         | 1:24,525         | 6            |
| 7                     | 23  | Alexander Albon  | Williams-Mercedes            | 1:29,072         | 1:25,889         | 1:24,657         | 7            |
| 8                     | 81  | Oscar Piastri    | McLaren-Mercedes             | 1:30,114         | 1:25,179         | 1:24,686         | 8            |
| 9                     | 14  | Fernando Alonso  | Aston Martin Aramco-Mercedes | 1:30,207         | 1:25,035         | 1:28,998         | 9            |
| 10                    | 18  | Lance Stroll     | Aston Martin Aramco-Mercedes | 1:30,580         | 1:26,334         | Fără timp        | 10           |
| 11                    | 77  | Valtteri Bottas  | Kick Sauber-Ferrari          | 1:30,633         | 1:26,472         | N/A              | 11           |
| 12                    | 1   | Max Verstappen   | Red Bull Racing-Honda RBPT   | 1:28,522         | 1:27,771         | N/A              | 17           |
| 13                    | 11  | Sergio Pérez     | Red Bull Racing-Honda RBPT   | 1:30,035         | 1:28,158         | N/A              | 12           |
| 14                    | 55  | Carlos Sainz Jr. | Ferrari                      | 1:30,303         | 1:29,406         | N/A              | LB           |
| 15                    | 10  | Pierre Gasly     | Alpine-Renault               | 1:29,420         | 1:29,614         | N/A              | 13           |
| 16                    | 44  | Lewis Hamilton   | Mercedes                     | 1:31,150         | N/A              | N/A              | 14           |
| 17                    | 50  | Oliver Bearman   | Haas-Ferrari                 | 1:31,229         | N/A              | N/A              | 15           |
| 18                    | 43  | Franco Colapinto | Williams-Mercedes            | 1:31,270         | N/A              | N/A              | 16           |
| 19                    | 27  | Nico Hülkenberg  | Haas-Ferrari                 | 1:31,623         | N/A              | N/A              | 18           |
| 20                    | 24  | Zhou Guanyu      | Kick Sauber-Ferrari          | 1:32,263         | N/A              | N/A              | 19           |
| Regula 107%: 1:34,718 |     |                  |                              |                  |                  |                  |              |
| Sursa:                |     |                  |                              |                  |                  |                  |              |

Note
- ^1 – Max Verstappen a primit o penalizare de cinci locuri pe grila de start pentru utilizarea unui al șaselea motor cu ardere internă pe parcursul sezonului.[14][16]
- ^2 – Carlos Sainz Jr. s-a calificat pe locul 14, dar a fost nevoit să înceapă cursa de la boxe pentru înlocuirea elementelor unității de putere și a cutiei de viteze fără aprobarea delegatului tehnic în timpul parc fermé.[14]
- ^3 – Deoarece calificările au avut loc pe o pistă umedă, regula 107% nu a fost în vigoare.[17]

### Cursa
Cursa principală a fost programată să aibă loc pe 3 noiembrie 2024, la ora locală 14:00 UTC-3, 19:00 EET, dar a fost mutată la ora locală 12:30 UTC-3, 17:30 EET, din cauza prognozei meteo. Cursa a fost programată să se desfășoare timp de 71 de tururi înainte de a fi scurtată cu două tururi din cauza unei proceduri de start amânate.
| Poz.                                                                                 | Nr. | Pilot            | Constructor                  | Tururi | Timp/Abandon      | Grilă | Puncte |
| ------------------------------------------------------------------------------------ | --- | ---------------- | ---------------------------- | ------ | ----------------- | ----- | ------ |
| 1                                                                                    | 1   | Max Verstappen   | Red Bull Racing-Honda RBPT   | 69     | 2:06:54,430       | 17    | 26     |
| 2                                                                                    | 31  | Esteban Ocon     | Alpine-Renault               | 69     | +19,477           | 4     | 18     |
| 3                                                                                    | 10  | Pierre Gasly     | Alpine-Renault               | 69     | +22,532           | 13    | 15     |
| 4                                                                                    | 63  | George Russell   | Mercedes                     | 69     | +23,265           | 2     | 12     |
| 5                                                                                    | 16  | Charles Leclerc  | Ferrari                      | 69     | +30,177           | 6     | 10     |
| 6                                                                                    | 4   | Lando Norris     | McLaren-Mercedes             | 69     | +31,372           | 1     | 8      |
| 7                                                                                    | 22  | Yuki Tsunoda     | RB-Honda RBPT                | 69     | +42,056           | 3     | 6      |
| 8                                                                                    | 81  | Oscar Piastri    | McLaren-Mercedes             | 69     | +44,943           | 8     | 4      |
| 9                                                                                    | 30  | Liam Lawson      | RB-Honda RBPT                | 69     | +50,452           | 5     | 2      |
| 10                                                                                   | 44  | Lewis Hamilton   | Mercedes                     | 69     | +50,753           | 14    | 1      |
| 11                                                                                   | 11  | Sergio Pérez     | Red Bull Racing-Honda RBPT   | 69     | +51,531           | 12    |        |
| 12                                                                                   | 50  | Oliver Bearman   | Haas-Ferrari                 | 69     | +57,085           | 15    |        |
| 13                                                                                   | 77  | Valtteri Bottas  | Kick Sauber-Ferrari          | 69     | +1:03,588         | 11    |        |
| 14                                                                                   | 14  | Fernando Alonso  | Aston Martin Aramco-Mercedes | 69     | +1:18,049         | 9     |        |
| 15                                                                                   | 24  | Zhou Guanyu      | Kick Sauber-Ferrari          | 69     | +1:19,649         | 19    |        |
| Ab                                                                                   | 55  | Carlos Sainz Jr, | Ferrari                      | 38     | Accident          | LB    |        |
| Ab                                                                                   | 43  | Franco Colapinto | Williams-Mercedes            | 30     | Accident          | 16    |        |
| NS                                                                                   | 23  | Alexander Albon  | Williams-Mercedes            | 0      | Mașină avariată   | —     |        |
| NS                                                                                   | 18  | Lance Stroll     | Aston Martin Aramco-Mercedes | 0      | Accident          | —     |        |
| DSC                                                                                  | 27  | Nico Hülkenberg  | Haas-Ferrari                 | 30     | Asistență externă | 18    |        |
| Cel mai rapid tur: Max Verstappen (Red Bull Racing-Honda RBPT) – 1:20,472 (turul 67) |     |                  |                              |        |                   |       |        |
| Sursa:                                                                               |     |                  |                              |        |                   |       |        |

Note
- ^1 – Distanța cursei a fost programată pentru 71 de tururi înainte de a fi scurtată cu două tururi din cauza unei proceduri de start amânate.[18]
- ^2 – Include un punct pentru cel mai rapid tur.[19]
- ^3 – Oscar Piastri a terminat al șaptelea, dar a primit o penalizare de zece secunde pentru că a provocat o coliziune cu Liam Lawson.[22]
- ^4 – Alexander Albon nu a luat startul în cursă deoarece mașina sa nu a fost reparată la timp în urma unui accident puternic suferit în calificări. Locul său pe grilă a rămas vacant.[5]
- ^5 – Lance Stroll nu a luat startul în cursă deoarece a rămas blocat cu mașina pe nisip în timpul turului de formare. Locul său pe grilă a rămas vacant.[18]
- ^6 – Nico Hülkenberg a fost descalificat după ce a primit asistență din partea comisarilor pentru a reintra pe pistă după o ieșire în decor în virajul 1.[18]

## Clasamentele campionatelor după cursă
|        | Poz. | Pilot            | Pct. |
| ------ | ---- | ---------------- | ---- |
|        | 1    | Max Verstappen   | 393  |
|        | 2    | Lando Norris     | 331  |
|        | 3    | Charles Leclerc  | 307  |
|        | 4    | Oscar Piastri    | 262  |
|        | 5    | Carlos Sainz Jr. | 244  |
| Sursa: |      |                  |      |

|        | Poz. | Constructor                  | Pct. |
| ------ | ---- | ---------------------------- | ---- |
|        | 1    | McLaren-Mercedes             | 593  |
|        | 2    | Ferrari                      | 557  |
|        | 3    | Red Bull Racing-Honda RBPT   | 544  |
|        | 4    | Mercedes                     | 382  |
|        | 5    | Aston Martin Aramco-Mercedes | 86   |
| Sursa: |      |                              |      |

- Notă: Doar primele cinci locuri sunt prezentate în ambele clasamente.
- Textul îngroșat indică concurenții care mai aveau șansa teoretică de a deveni Campion Mondial.